# Kawakita, Ishikawa
Kawakita (川北町 Kawakita-machi) là thị trấn thuộc huyện Nomi, tỉnh Ishikawa, Nhật Bản. Tính đến ngày 1 tháng 10 năm 2020, dân số ước tính thị trấn là 6.135 người và mật độ dân số là 420 người/km2. Tổng diện tích thị trấn là 14,64 km2.

## Địa lý

### Đô thị lân cận
- Ishikawa
  - Hakusan
  - Nomi